# Julien de Cecil
Julien Laurent Joseph de Cecil (Hasselt, 9 januari 1795 - Wimmertingen, 28 maart 1865) was een Belgisch liberaal politicus. Hij was de eerste burgemeester van Hasselt na de Belgische onafhankelijkheid.

## Afkomst
Julien de Cecil was een zoon van Laurent de Cecil (1758-1812), afkomstig van Ensival, en van Anne-Marie de Libotton (1764-1831), een telg van het uit het Waals-Haspengouwse adellijke geslacht De Libotton dat sinds 1701 op het kasteel van Stevoort resideerde. Het was Nicolas-Joseph Libotton, een cavaleriemajoor en heer van Klein-Stevoort, die in 1707 door keizer Jozef I in de adelstand verheven werd. Hij mocht zijn achternaam laten voorafgaan door het voorvoegsel de. Zijn kleinzoon, Nicolas-Jean-Joseph de Libotton, kreeg in 1749 van keizer Frans I Stefan de erfelijke riddertitel die overdraagbaar was op de mannelijke afstammelingen. Hij was de grootvader van Julien de Cecil.

## Familie
De Cecil had nog een oudere broer Charles (1791-1870), die later burgemeester werd in Sint-Lambrechts-Herk. Het gezin verhuisde in 1796 van Stevoort naar Hasselt. In 1829 kochten de broers een vierkantshoeve in Wimmertingen voor hun moeder die al in 1812 weduwe geworden was. Zelf bezat Julien de Cecil het Huys van Bourgondië in de Hasseltse binnenstad waar hij tot aan zijn huwelijk in 1840 met de uit Gors-Opleeuw afkomstige Thérèse Capitaine (1811-1872) woonde. Het echtpaar ging in Wimmertingen wonen en kreeg twee kinderen, Arthur en Mathilde (1843-1916). In 1843 verbouwde De Cecil de hoeve tot het kasteel van Wimmertingen.

## Politieke loopbaan
Na de Belgische onafhankelijkheid werd De Cecil lid van de provincieraad van Limburg en werd onmiddellijk bestendig gedeputeerde. Enkele maanden later werd hij door het Voorlopig Bewind benoemd tot burgemeester van Hasselt. De stad kampte met financiële moeilijkheden vanwege de grote uitgaven die de militaire inname met zich had meegebracht. Bij de allereerste verkiezingen voor de Kamer van volksvertegenwoordigers op 29 augustus 1831 werd hij verkozen voor het arrondissement Hasselt, maar hij besloot niet te zetelen en zijn ambt als gedeputeerde te behouden.
De Cecil was tegen zijn zin burgemeester geworden en diende in oktober 1831 zijn ontslag in. Het was pas twee jaar later, in november 1833, dat zijn ontslag aanvaard werd. Notaris Michel Arnold Bamps volgde hem op als burgemeester. De Cecil bleef bestendig gedeputeerde tot in 1862.
Nadat zijn oudere broer Charles in 1824 in de adelstand verheven was en de baronstitel mocht voeren, werd Julien de Cecil op 30 mei 1843 door koning Leopold I eveneens in de adelstand verheven. Hij verkreeg de erfelijke baronstitel die overdraagbaar was op de eerstgeborene.

## Wimmertingen
De Cecil bleef samen met zijn echtgenote op het kasteel van Wimmertingen wonen. Nadien verbleef zijn dochter Mathilde, die huwde met Albert de Grady de la Neuville (1838-1885), op het kasteel. Nazaten van dit echtpaar verbleven op het kasteel tot op het einde van de 20e eeuw en leverden de burgemeester van het landbouwdorp. Na de dood van Inès de Grady de la Neuville, die van 1947 en tot 1976 burgemeester was van Wimmertingen, werd het kasteel verkocht.